# Horace Bianchon
Horace Bianchon, médecin, est un personnage fictionnel de La Comédie humaine d'Honoré de Balzac.

## Biographie
Né en 1797, originaire de Sancerre, Bianchon fait sa première apparition dans La Comédie humaine, en 1818, dans César Birotteau. Neveu de Jean-Jules Popinot et élève de Desplein, brillant étudiant, intègre, fidèle en amitié et de bonne compagnie, on le retrouve tout au long de La Comédie humaine dont il soigne pratiquement tous les personnages.
C'est une personnalité à la fois indispensable (on le croise sans cesse), mais peu précisée (on connaît mal sa vie privée). Bianchon est l'équivalent littéraire du prêtre, sorte de bienfaiteur de l'humanité qui s'efface derrière sa fonction.
Il fait partie du Cénacle, groupe comprenant des hommes de talent dans les disciplines les plus diverses : dessin, peinture, poésie, écriture, sciences, dont Louis Lambert fait aussi partie. On y retrouve, entre autres, le peintre Joseph Bridau, le caricaturiste Jean-Jacques Bixiou, l'écrivain Daniel d'Arthez et, plus tard, le dandy Lucien de Rubempré.
- 1818. Horace est le cousin d'Anselme Popinot, le fidèle employé de César Birotteau. Il ne fait qu'une courte apparition dans ce roman pour assister au bal de César Birotteau et rencontrer son cousin. Il est encore étudiant en médecine.
- 1819. Dans Le Père Goriot, toujours étudiant, il suit les cours de Cuvier et il dîne comme pensionnaire externe à la pension Vauquer, où il se lie d'amitié avec Eugène de Rastignac. Eugène lui confie la situation désespérée du père Goriot lorsque ce dernier tombe dans la déchéance. Bianchon prodigue tous les soins possibles au vieux vermicellier, en vain. Il prodigue aussi des soins à Vautrin et l'alerte, mais trop tard, en lui rapportant un mot entendu de mademoiselle Michonneau et de Poiret : Trompe-la-mort. Il menace de quitter la pension Vauquer à cause de ces deux mouchards.
- 1821. Dans Illusions perdues, il rencontre Lucien de Rubempré que lui présente Daniel d'Arthez et dont le manuscrit, imparfait, appelle quelques corrections. Bianchon et d'Arthez y pourvoient. Bianchon est alors interne à l'Hôtel-Dieu. Cette même année, il lui arrive une aventure curieuse alors qu'il est envoyé par Desplein au chevet d'un malade près de Vendôme. Il racontera plus tard cette histoire (La Grande Bretèche) dans Autre étude de femme.
- 1822. Bianchon soigne Coralie, la maîtresse de Lucien de Rubempré, sans parvenir à la sauver (Illusions perdues).
- 1823. Après avoir surpris son maître Desplein alors qu'il entrait en l'église Saint-Sulpice, il découvre que cet athée est en fait un croyant (La Messe de l'athée).
- 1824. Il fréquente le salon de Célestine Rabourdin où il retrouve aussi Lucien de Rubempré, Eugène de Rastignac, Hippolyte Schinner, Octave de Camps, le juge Granville, Andoche Finot, monsieur du Châtelet et maître Derville, société hétéroclite avec laquelle il est bienveillant tout en gardant ses distances.
- 1827-1828. C'est lui qui dénonce les sévices dont est victime Pierrette Lorrain dans Pierrette et qui propose de la faire trépaner. Il assiste son maître dans cette opération délicate.
- 1828. Il est maintenant reçu par le Tout-Paris. Mais il soigne aussi bien la riche marquise de Listomère pour une crise de fierté (Étude de femme) que Agathe Bridau (la mère de Joseph Bridau), malade et sans le sou dans (La Rabouilleuse).
- 1829-1830. Bianchon est le médecin omniprésent de Splendeurs et misères des courtisanes, courant du chevet du baron de Nucingen (malade d'amour) à celui d'Esther qui s'empoisonne après avoir appartenu à Nucingen. Il tente aussi de sauver la fille de l'espion de police Peyrade, Lydie, enlevée, violée et devenue folle.
- 1831. Il est le médecin de Raphaël de Valentin (La Peau de chagrin).
- 1835-1836. Médecin à l'Hôtel-Dieu, il obtient une chaire (La Muse du département) et devient premier médecin de l'hôpital. Il est en même temps fait officier de la Légion d'honneur.
- 1844. Après avoir soigné le comte Anselme Popinot dans Le Cousin Pons et Élisabeth Fischer dans La Cousine Bette, il devient un des praticiens les plus célèbres de Paris, mais s'empresse néanmoins de courir au chevet de Véronique Graslin dans Le Curé de village.
- 1846. Il apparaît encore une fois dans La Femme auteur sous forme de citation produite par Bixiou. Mais sa destinée n'est pas scellée. On sent qu'il peut poursuivre indéfiniment sa tâche. La légende prête même à Balzac un délire de mourant pendant lequel il aurait appelé Horace Bianchon à son chevet (l'anecdote n'est pas confirmée)[2],[3].

## Romans dans lesquels le personnage apparaît
- L'Interdiction
- Adam le chercheur
- Les Héritiers Boisrouge
- L'Envers de l'histoire contemporaine
- Une double famille
- Illusions perdues
- La Peau de chagrin

## Sources bibliographiques
- Anatole Cerfberr et Jules Christophe, Répertoire de « La Comédie humaine » de Balzac, introduction de Paul Bourget, Calmann-Lévy, 1893.
- Arthur-Graves Canfield, « Les personnages reparaissants de « La Comédie humaine », Revue d'histoire littéraire de la France, janvier-mars et avril-juin 1934 ; republié sous le titre : The Reappearing Characters in Balzac's « Comédie humaine », Chapell Hill, University of North Carolina Press, 1961 ; réimpression Greenwood Press, 1977.
- Charles Lecour, Les Personnages de « La Comédie humaine », Éditions Vrin, 1967.
- Félicien Marceau, Les Personnages de « La Comédie humaine », Gallimard-NRF 1977, 375 p.
- Fernand Lotte, Dictionnaire biographique des personnages fictifs de « La Comédie humaine », avant-propos de Marcel Bouteron, José Corti, Paris, 1952.
- Félix Longaud, Dictionnaire de Balzac, Larousse, Paris, 1969.
- Pierre Abraham, Créatures chez Balzac, Gallimard, Paris, 1931.
- Félicien Marceau, Balzac et son monde, Gallimard, coll. « Tel », 1970 ; édition revue et augmentée, 1986, 684 p.
- Anne-Marie Meininger et Pierre Citron, Index des personnages fictifs de « La Comédie humaine », La Pléiade, t. XXII, p. 1775 à 1179.
- Alexandre Mikhalevitch, Balzac et Bianchon, Honoré Champion, coll. « Romantisme et modernités », 2014, 328 p.  (ISBN 978-2745326126).